# (33462) Tophergee
1999 FT31 (asteroide 33462) é um asteroide da cintura principal. Possui uma excentricidade de 0.06731830 e uma inclinação de 2.01269º.
Este asteroide foi descoberto no dia 19 de março de 1999 por LINEAR em Socorro.